# Sergio Toppi

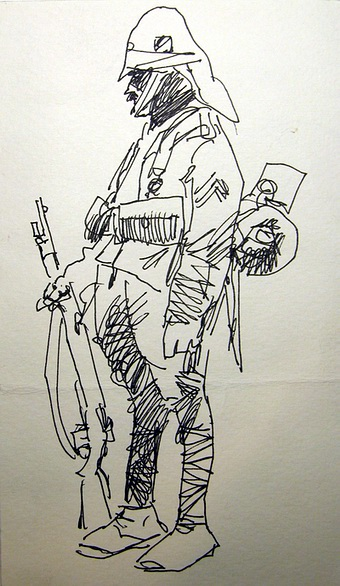
Ilustración de un soldado por Toppi.

Sergio Toppi (Milán, 11 de octubre de 1932 - 21 de agosto de 2012) fue un historietista e ilustrador italiano. No sólo se debatió entre la historieta y la ilustración, sino también entre la historia y sus implicaciones fantásticas, por lo que el crítico Yexus lo calificó como un visionario entre dos mundos.

## Biografía
Tras la guerra, su familia volvió a Milán y Sergio asistió durante dos años a la Scuola d'Arte del Castello, para estudiar luego el programa clásico en el Liceo.
En 1952 inició la carrera de Medicina, pero la abandonó para ilustrar clásicos literarios. En 1954 consigue publicar sus primeras ilustraciones en una nueva edición de la enciclopedia de Mondadori "Enciclopedia dei Ragazzi". En 1957 consiguió un empleo como diseñador de dibujos animados en los estudios Pagot, época que le supone un gran desarrollo creativo. Este trabajo lo realizaba en simultáneo con colaboraciones en las revistas "Topolino", "Candido" y "La Nuova Scala d'Oro".
A partir de 1960 comienza a colaborar en la revista "Il Corriere dei Piccoli" dibujando la serie Il Mago Zurli, sobre textos de Carlo Triberti, y diversas historias bélicas, sobre textos, esta vez, de Mino Milani. En 1962 se casó con Aldina Montesi, a la que había conocido en la Universidad.
A principios de los 70, Toppi empieza a colaborar con la editorial Daim Press y Cepim, antecesora de la actual Bonelli, editora de Tex y Dylan Dog, entre otros). Para ella dibuja algunas portadas de la colección de ensayos "America" y realiza tres volúmenes de la colección Un uomo un'avventura. Más tarde realiza para el mensual "Oriente-Express" los textos y diseños de la serie el coleccionista. También dibuja historias de Ken Parker y Nick Raider.
En 1974 Toppi comienza a dibujar rápidos perfiles de personajes históricos para "Il Mesaggero dei Ragazzi", donde se empieza a definir su característico estilo gráfico.  En 1976 comienza a colaborar con el semanal "Il Giornalino".
Falleció el 21 de agosto de 2012.

## Su estilo
Toppi ha sido un historietista e ilustrador que ha destacado por un dibujo preciosista, donde combinaba magistralmente el uso de las masas de negro con las líneas de tinta que construían volúmenes y luces con la misma eficacia. Destaca también por dibujar con los blancos del papel como parte importante de su gráfica. Superó el concepto de la organización del relato del cómic sobre la base de viñetas concibiendo la página como una composición de una o varias escenas en las que la facilidad de lectura no era un impedimento para la narración ágil y sorpresiva.
Destacan sobre todo sus obras basadas en adaptaciones literarias, y sus relatos históricos. Tanto unos como otros minuciosamente documentados con una galería de rostros y objetos que solo eran posibles a partir de un gran trabajo previo con material gráfico real.
Cuando abordó relatos históricos se decantó por narrar los hechos desde la perspectiva de quienes no suelen tener voz. Prácticamente siempre escoge el punto de vista del personaje que narra la acción.

## Galardones
El Salón Internacional del Comic de Luca le concedió dos premios: 
- 1975. Yellow Kid al mejor diseñador italiano.
- 1992. Caran d´Ache al autor italiano de ilustración

## Publicaciones

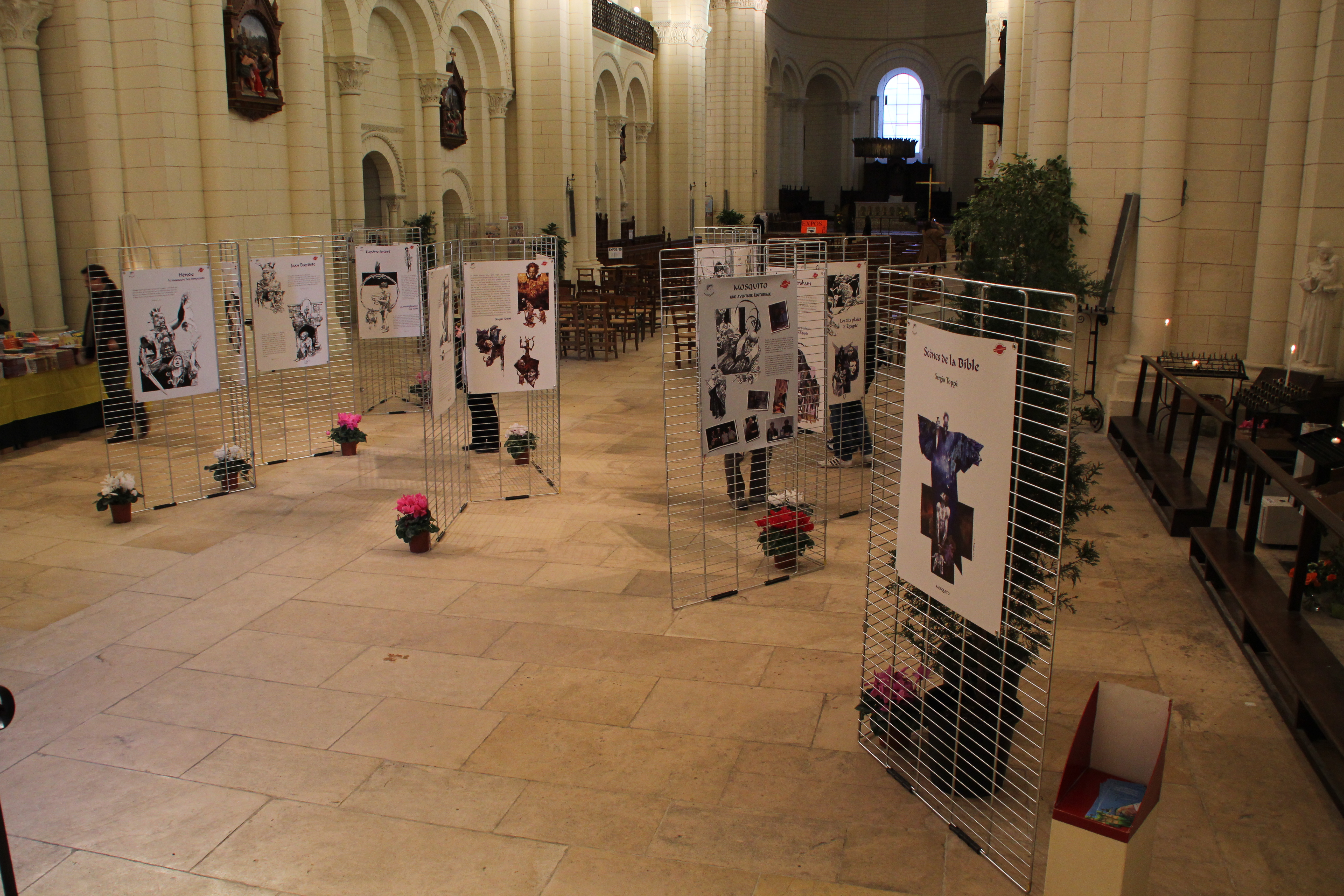
Carteles con reproducciones de imágenes de Scènes de la Bible (Historias de la Biblia), de Sergio Toppi, publicada por la editorial Mosquito, en una exposición en el interior de la Catedral de San Pedro de Angulema, como parte de la edición del 2013 del Festival de la Historieta.

| Título         | Título original | Publicación original | Fecha   | Publicación en español | Tipo                      | N.º pág. |
| -------------- | --------------- | -------------------- | ------- | ---------------------- | ------------------------- | -------- |
| Hipótesis 1492 | Ipotesi 1492    | "Comic Art" núm. 88  | 02/1992 | "Zona 84" núm. 95      | Historieta autoconclusiva | 20       |